# Bai Zhuoxuan
Bai Zhuoxuan (Henan, 16 november 2002) is een tennisspeelster uit China. Bai begon met tennis toen zij vijf à zes jaar oud was. Haar favoriete ondergrond is hardcourt en gras. Zij speelt rechtshandig en heeft een tweehandige backhand. Zij is actief in het internationale tennis sinds 2019.

## Loopbaan

### Enkelspel
Bai debuteerde in 2019 op het ITF-toernooi van Tianjin (China). Zij stond in 2021 voor het eerst in een finale, op het ITF-toernooi van Sharm-el-Sheikh (Egypte) – hier veroverde zij haar eerste titel, door de Britse Emilie Lindh te verslaan. In een periode van zes weken won zij in Sharm-el-Sheikh vijfmaal de titel. Tot op heden(maart 2024) won zij twaalf ITF-titels, de meest recente in 2023 in Takasaki (Japan).
In 2023 stond Bai voor het eerst op een WTA-hoofdtabel, als lucky loser op het toernooi van Straatsburg. Een maand later kwalificeerde zij zich voor het eerst voor een grandslamtoernooi, op Wimbledon – zij versloeg de Belgische Ysaline Bonaventure en bereikte daarmee de tweede ronde. Haar beste resultaat op de WTA-toernooien is het bereiken van de kwartfinale, op het toernooi van Stanford 2023.
Haar hoogste notering op de WTA-ranglijst is de 83e plaats, die zij bereikte in maart 2024.

### Dubbelspel
Bai was in het dubbelspel minder actief dan in het enkelspel. Zij debuteerde in 2019 op het ITF-toernooi van Tianjin (China), samen met landgenote Kang Jiaqi. Zij stond in 2021 voor het eerst in een finale, op het ITF-toernooi van Sharm-el-Sheikh (Egypte), geflankeerd door de Thaise Punnin Kovapitukted – hier veroverde zij haar eerste titel, door het duo Ashmitha Easwaramurthi en Rebeka Stolmár te verslaan. Tot op heden(maart 2024) won zij drie ITF-titels, de meest recente in 2021 in Caïro (Egypte). Daarna concentreerde zij zich op het enkelspel.

## Posities op deWTA-ranglijst
Positie per einde seizoen:
| jaar | rang enkelspel | rang dubbelspel |
| ---- | -------------- | --------------- |
| 2019 | 835            | –               |
| 2020 | 867            | –               |
| 2021 | 806            | 987             |
| 2022 | 362            | 1013            |
| 2023 | 107            | –               |

## Palmares
| Legenda                 |
| ----------------------- |
| Grandslamtoernooi       |
| Olympische Spelen       |
| Year-End Championships  |
| Premier Mandatory       |
| Premier Five / WTA 1000 |
| Premier / WTA 500       |
| International / WTA 250 |
| Challenger / WTA 125    |

### WTA-finaleplaatsen enkelspel
geen

### Gewonnen ITF-toernooien enkelspel
| nr. | finale     | toernooi        | dotatie   | ondergrond    | tegenstandster in finale | score         |
| --- | ---------- | --------------- | --------- | ------------- | ------------------------ | ------------- |
| 01. | 2021-10-17 | Sharm-el-Sheikh | $ 15.000  | hardcourt     | Emilie Lindh             | 6-3, 6-2      |
| 02. | 2021-10-24 | Sharm-el-Sheikh | $ 15.000  | hardcourt     | Li Zongyu                | 6-4, 6-3      |
| 03. | 2021-10-31 | Sharm-el-Sheikh | $ 15.000  | hardcourt     | Eudice Chong             | 4-6, 6-0, 6-4 |
| 04. | 2021-11-14 | Sharm-el-Sheikh | $ 15.000  | hardcourt     | Elena-Teodora Cadar      | 6-1, 6-3      |
| 05. | 2021-11-21 | Sharm-el-Sheikh | $ 15.000  | hardcourt     | Elena-Teodora Cadar      | 3-6, 7-6, 6-0 |
| 06. | 2022-09-18 | Monastir        | $ 15.000  | hardcourt     | Samira De Stefano        | 6-2, 6-4      |
| 07. | 2022-10-09 | Hua Hin         | $ 25.000  | hardcourt     | You Xiaodi               | 7-5, 6-4      |
| 08. | 2022-10-16 | Hua Hin         | $ 25.000  | hardcourt     | Cody Wong Hong-yi        | 3-6, 6-0, 6-3 |
| 09. | 2023-04-02 | Jakarta         | $ 25.000  | hardcourt (i) | Ankita Raina             | 3-6, 6-0, 6-2 |
| 10. | 2023-05-14 | Kacheti         | $ 25.000  | hardcourt     | Valerija Savinych        | 6-4, 7-5      |
| 11. | 2023-10-22 | Shenzhen        | $ 100.000 | hardcourt     | Yuan Yue                 | 7-6, 6-2      |
| 12. | 2023-11-26 | Takasaki        | $ 100.000 | hardcourt     | Yuan Yue                 | 6-2, 6-3      |

## Resultaten grandslamtoernooien
| Legenda | Legenda                          |
| ------- | -------------------------------- |
| g.t.    | geen toernooi gehouden           |
| l.c.    | lagere categorie                 |
| –       | niet deelgenomen                 |
| G       | uitgeschakeld in de groepsfase   |
| 1R      | uitgeschakeld in de eerste ronde |
| 2R      | uitgeschakeld in de tweede ronde |
| 3R      | uitgeschakeld in de derde ronde  |
| 4R      | uitgeschakeld in de vierde ronde |
| KF      | uitgeschakeld in de kwartfinale  |
| HF      | uitgeschakeld in de halve finale |
| F       | de finale verloren               |
| W       | het toernooi gewonnen            |
| w-v     | winst/verlies-balans             |

### Enkelspel
| toernooi        | 2023 |
| --------------- | ---- |
| Australian Open | –    |
| Roland Garros   | –    |
| Wimbledon       | 2R   |
| US Open         | –    |